# Клио (Јужна Каролина)
Клио (енгл. Clio) град је у америчкој савезној држави Јужна Каролина.

## Демографија
По попису из 2010. године број становника је 726, што је 48 (-6,2%) становника мање него 2000. године.
| Група             | 2000.       | 2010.       |
| Белци             | 278 (35,9%) | 191 (26,3%) |
| Афроамериканци    | 442 (57,1%) | 467 (64,3%) |
| Азијати           | 0 (0,0%)    | 0 (0,0%)    |
| Хиспаноамериканци | 4 (0,5%)    | 8 (1,1%)    |
| Укупно            | 774         | 726         |